# 한국와인생산협회
한국와인생산협회는 와인의 원료를 생산하는 농업인, 와인 제조업자 및 유통업자, 와인발전에 관여하는 연구자 등 와인산업에 종사하는 관계자들의 뜻을 모아 우리나라 와인산업 발전에 기여할 목적으로 목적으로 2009년 1월 23일 설립된 대한민국 농림수산식품부 소관의 사단법인이다. 사무실은 충청남도 예산군 고덕면 대몽로 107-25 예산사과와인 내에 있다. 1대 최종욱, 2대 권혁준, 3대 김지원, 2019년 부터 현재까지 ;4대 정제민 회장이 맡고 있다. 

## 주요 사업
- 와인 생산 품질향상을 위한 원료생산 및 양조기술 교육
- 와인생산 관련 소모품 등의 공동구입으로 원가 절감
- 국산와인 판매촉진을 위한 와인페스티발 개최
- 국산와인 품평회 개최
- 국제 와인 전시회 참가 및 와인 선진지 견학

## 회원 자격
- 와인의 원료 농산물 생산자 및 관련 단체 또는 종사자
- 농림수산식품부 장관에 의해 주류 제조 면허를 추천받은 와인 제조업자
- 와인 연구에 종사하는 자
- 와인의 도매 또는 소매유통업자 및 와인을 취급하는 식당업자
- 와인 관련 언론계에 종사하는 자